# Kirche Rechenberg-Bienenmühle

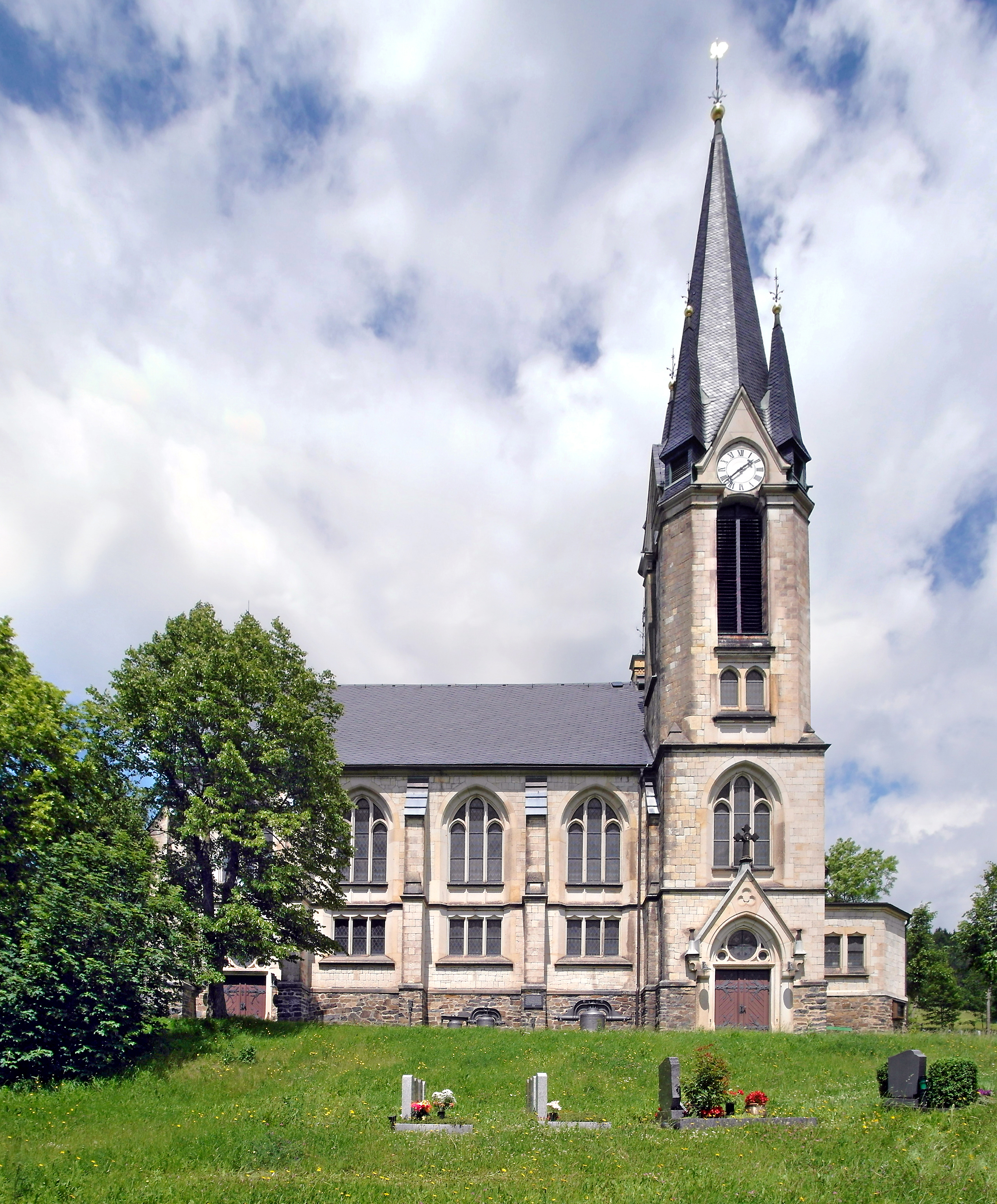
Kirche Rechenberg, 2017

Die evangelisch-lutherische Kirche in Rechenberg ist eine neugotische Saalkirche in der Gemeinde Rechenberg-Bienenmühle im Osterzgebirge.

## Die Kapelle
Um 1270 wurde Rechenberg mit dem Bau der Grenz- und Geleitenburg urkundlich festgeschrieben. Im Nassauer Totenregister ist urkundlich ein Begräbnis eines Wolff Rentzner um 1601 belegt. Diese ältere Kapelle oder Kirche befand sich am südlichen Hang des linken Ufers der Freiberger Mulde. Ein neuer Friedhof wurde nach der Reformation um 1540 angelegt. Die Kirchgemeinde war eine Filialkirche von Nassau. 1577  wurde in einem Dokument eine Kapelle genannt. Diese wurde nach der Reformation nicht mehr genutzt und lag brach. Der Erbrichter erwarb das Grundstück als Beigut.

## Die Vorgängerkirche
In den Jahren 1615 bis 1618 entstand ein neuer Kirchenbau im Auftrag des Gutsherrn Heinrich von Schönberg. Durch die Ereignisse des Dreißigjährigen Kriegs erfolgte die Kirchweihe erst 1619. Es entstand eine einschiffige Kirche mit mittig sitzendem Dachreiter und Glockenturm. Der Chor umspannte die volle Breite des Kirchenschiffs und war dreiseitig geschlossen. Das geräumige Innere war schlicht gehalten und mit einer Holzkassettendecke abgeschlossen. Die Kirche war 17,5 Meter lang und 7,50 Meter breit, der Innenraum hatte eine Höhe von 6,30 Meter. Die Gesamthöhe betrug 23 Meter. Das Gotteshaus bot 360 Sitzplätze, 160 im Kirchenschiff und 200 auf den Emporen. Der Altar und die Kanzel waren sehr schlicht gehalten. Die Kirche hatte je vier schmale lange bogenförmige Fenster an jeder Längsseite. In den Jahren 1713, 1782, 1840 und 1868 fanden umfangreiche Reparaturarbeiten und bauliche Erneuerungen statt. Auf Grund der wachsenden Bevölkerung entschloss sich die Gemeinde um 1887 zu einem Kirchenneubau. Am 1. April 1896 wurde aus der Filialgemeinde eine selbstständige Gemeinde mit eigenem Pfarrer und Pfarramt.

### Das Geläut
Zunächst wurde eine kleine Glocke angeschafft. Diese wurde 1667 in Freiberg beim Glockengießer Hillinger beschafft. Um 1800 musste eine neue Glocke den Dienst verrichten. Diese wurde vom Dresdner Glockengießer Heinrich August Weinhold gegossen. Die Glocke mit einem Rundreliefbild des sächsischen Kurfürsten und späteren Königs Friedrich August ließ den Ton c erklingen. Um 1841 kam noch eine etwas größere Glocke vom Glockengießer Johann Gotthelf Große aus Dresden hinzu, die im Ton d erklang. Diese Glocke bekam beim Mittagsläuten am 22. Januar 1899 einen Riss und wurde sofort außer Dienst gestellt. 2008 erfolgte die Glockenstuhlsanierung; dabei wurden zwei neue Bronzeglocken installiert.
Das Geläut bestehend aus drei Bronzeglocken. Der Glockenstuhl ist aus Eichenholz.
Im Folgenden eine Datenübersicht des Geläutes:
| Nr. | Gussdatum | Gießer                      | Durchmesser | Masse  | Schlagton |
| --- | --------- | --------------------------- | ----------- | ------ | --------- |
| 1   | 2008      | Glockengießerei Lauchhammer | 1167 mm     | 939 kg | f´        |
| 2   | 1899      | Glockengießer C.A.Bierling  | 953 mm      | 450 kg | as´       |
| 3   | 2008      | Glockengießerei Lauchhammer | 819 mm      | 360 kg | c´´       |

### Die Orgel
Als Musikinstrument wurde im Jahr 1676 eine Hausorgel installiert. Im Jahr 1780 wurde eine neue Orgel des Orgelbauers Weiße aus Gablenz eingebaut. Diese war sehr reparaturanfällig und wurde beim Kirchenneubau 1899 für 100 Mark nach Wreschen bei Teplitz verkauft.

## Der Kirchenneubau

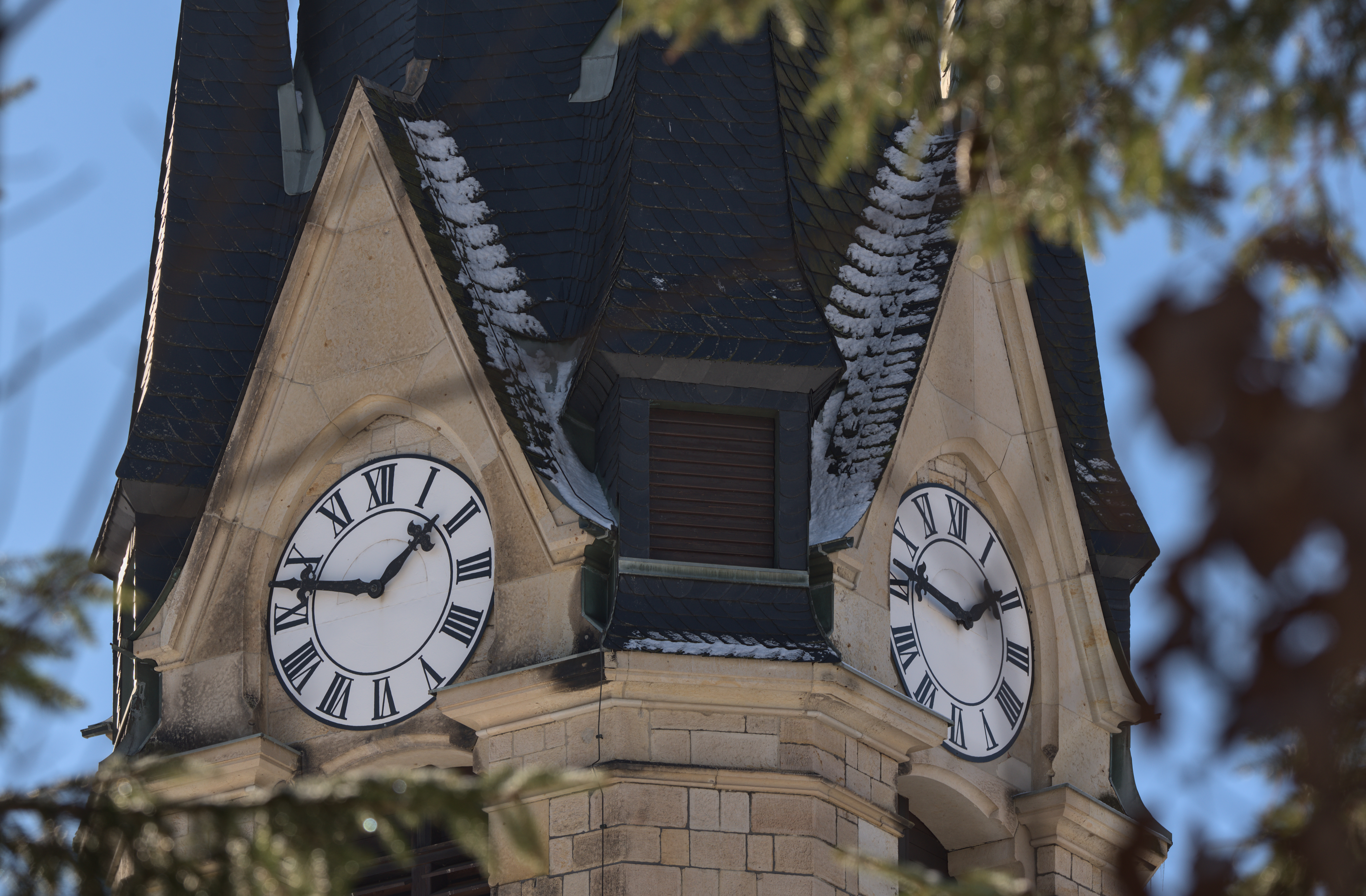
Kirchturm der Kirche Rechenberg

Aufgrund eines schweren Hochwassers Ende Juli 1897 wurde der geplante Baubeginn verschoben; die neue Pfarrkirche im neogotischen Baustil wurde von 1899 bis 1901 gebaut. Am 25. September 1899 erfolgte der erste Spatenstich, am 17. Oktober 1899 die Feier zur Grundsteinlegung und am 18. September 1900 wurde das Hebefest begangen. Architekt war der in Sachsen bekannte Kirchenbaumeister Theodor Quentin aus Pirna. Die Bauausführung übernahm das Baugeschäft Schäfer aus Copitz bei Pirna.
Quentin erstellte einen neogotischen Entwurf mit einem an der Südostecke über acht Ecken nach oben auslaufenden 45 Meter hohen Kirchturm. Zwischen Turm und Chorumgang befindet sich die Sakristei. Das Äußere der Kirche besteht aus Verblendmauerwerk aus Sandstein. Die Kosten für den Rohbau betrugen 34.000 Mark. Das große Kirchenschiff wurde mit Emporen an den Längsseiten gestaltet und bot 500 Sitzplätze. Nach einer Innenrenovierung wurden die Klappbänke entfernt, somit ergab sich eine Kapazität von 400 Plätzen. Vier große, im Emporenbereich unterbrochene dreigliedrige Spitzbogenfenster auf den Längsseiten sorgen für eine ausreichende Helligkeit des Inneren. Der Chorumgang ist mit drei zweigliedrigen Fenstern versehen. Das Dach besteht aus einer kombinierten Stahl-Holz-Konstruktion, die eine Schieferdeckung auf Holzschalung trägt, die sich auch auf Turmhaube und Chorumgang erstreckt. Die Eindeckung des Turms erfolgte vom 14. bis 30. November 1900 durch den Schieferdecker Hampel aus Clausnitz. Am 12. November 1900 wurde das Turmkreuz von Schlossermeister Zedow aus Neuhausen montiert. Der aus Kupfer getriebene Wetterhahn wurde von der Ornamentikwerkstatt Ernst Hahn in Dresden ausgeführt und von Klempnermeister Franz Michel aus Bienenmühle montiert. Die Vergoldung übernahm die Dresdner Firma August Müller für einen Betrag von 130 Mark. Die Innenausstattung und Ausschmückung führte der Malermeister Thiele aus Meißen aus. Am 21. Oktober 1901 erfolgte die feierliche Kirchenweihe. Theodor Quentin als Architekt übergab den Schlüssel an den Oberkonsistorialrat Lotschius aus Dresden, und dieser überreichte ihn dem Ortspfarrer Haucke.
Die Gesamtkosten für den Bau der neuen Kirche beliefen sich auf 115.567,17 Mark und wurden von der Gemeinde getragen; allerdings musste ein Kredit von 84.000 Mark bei der Sächsischen Landesversicherungsanstalt aufgenommen werden. Ausstattungsstücke wurden aus der zweiten in die dritte Kirche übernommen, z. B. der Altar, die Kanzel, der Taufstein und das Lesepult.
In den Jahren 2010 bis 2012 wurde das Kirchenschiff restauriert. Dabei wurde die Originalbemalung der Wände von 1901 wieder hergestellt und die Deckenflächen mit einer Himmelsansicht künstlerisch aufgewertet.

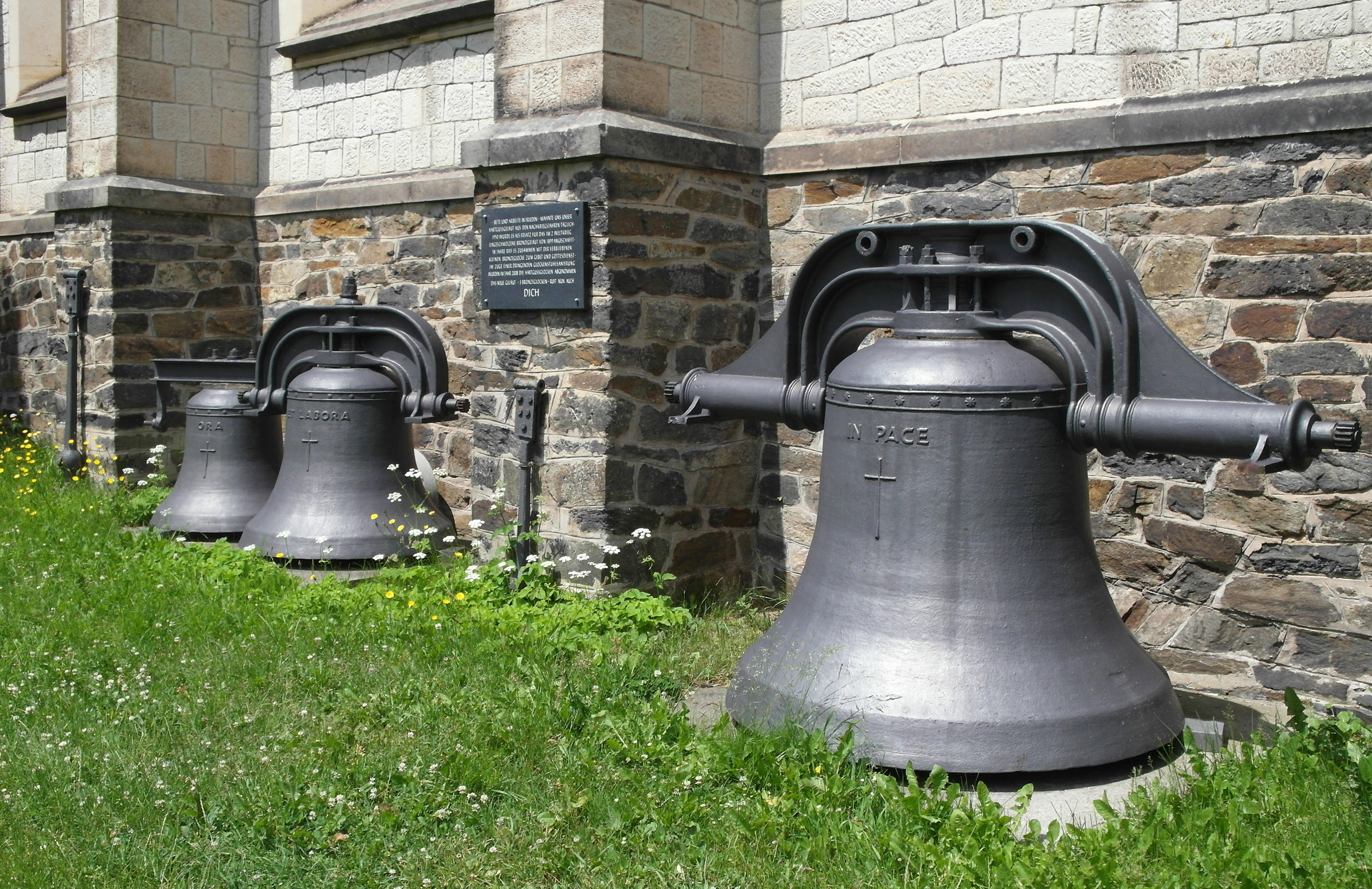
Alte Stahlglocken, 2017

### Das Geläut
Die Dresdner Gießerei Bierling übernahm den Auftrag für die Herstellung eines neuen Geläuts. Dazu wurden die beiden alten Glocken mit einem Gesamtgewicht von 159,5 Kilogramm zum Preis von 199,37 Mark in Zahlung genommen, die Kosten für die neuen Glocken betrugen 5800 Mark. Das Geläut, aus drei Glocken bestehend, wurde zunächst in einem provisorischen Glockengerüst neben der Baustelle installiert. Am 25. Mai 1899 fand die Glockenweihe statt. Nachdem der Bau schnell fortgeschritten war, konnten die Glocken am 15. Mai 1901 in den Turm verbracht werden. Die feierliche Glockenweihe fand am 19. Mai 1901 statt.
Im Jahr 1942 mussten von den drei Bronzeglocken aus dem Jahr 1899 die beiden größeren als Metallspende für Rüstungszwecke abgegeben werden. Erst im Jahr 1950 wurden diese durch Stahlguss-Glocken ersetzt. 2008 erfolgte die Glockenstuhlsanierung; dabei wurden zwei neue Bronzeglocken installiert. Das Geläut wurde in der Kunst- und Glockengießerei Lauchhammer gegossen. Am 4. November 2008 erfolgte die feierliche Glockenweihe.

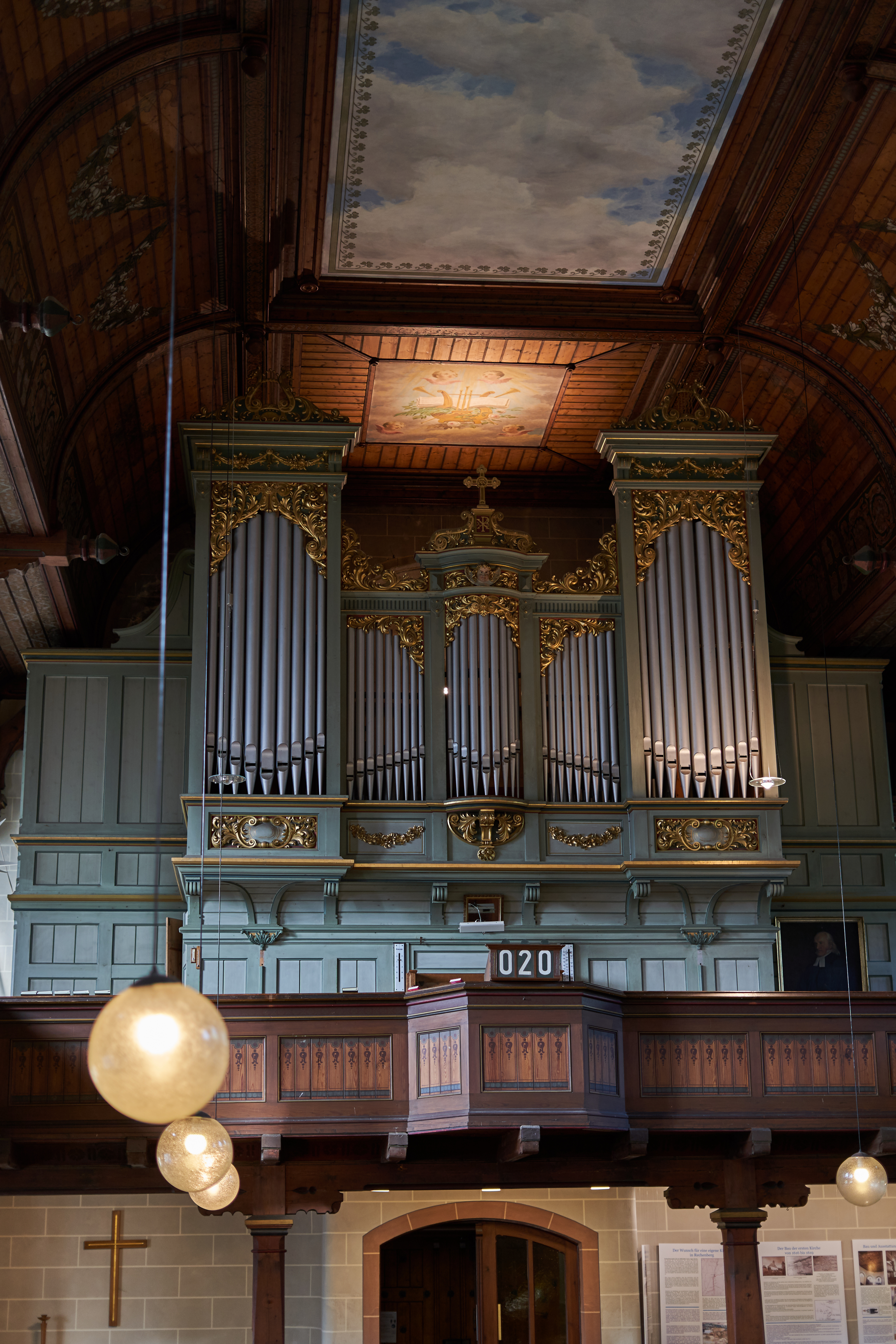
Die Orgel

### Die Orgel
In der Zeit vom 12. bis 21. November 1901 wurde von der Orgelbaufirma Urban Kreutzbach aus Borna bei Leipzig eine neue Orgel mit 2 Manualen und 26 Registern für 8498 Mark eingebaut. Das Instrument besitzt eine pneumatische Traktur, Rollschweller und Kegellade. Den Orgelprospekt fertigte für 1000 Mark der Pirnaer Tischlermeister Büttig.

### Das Pfarrhaus

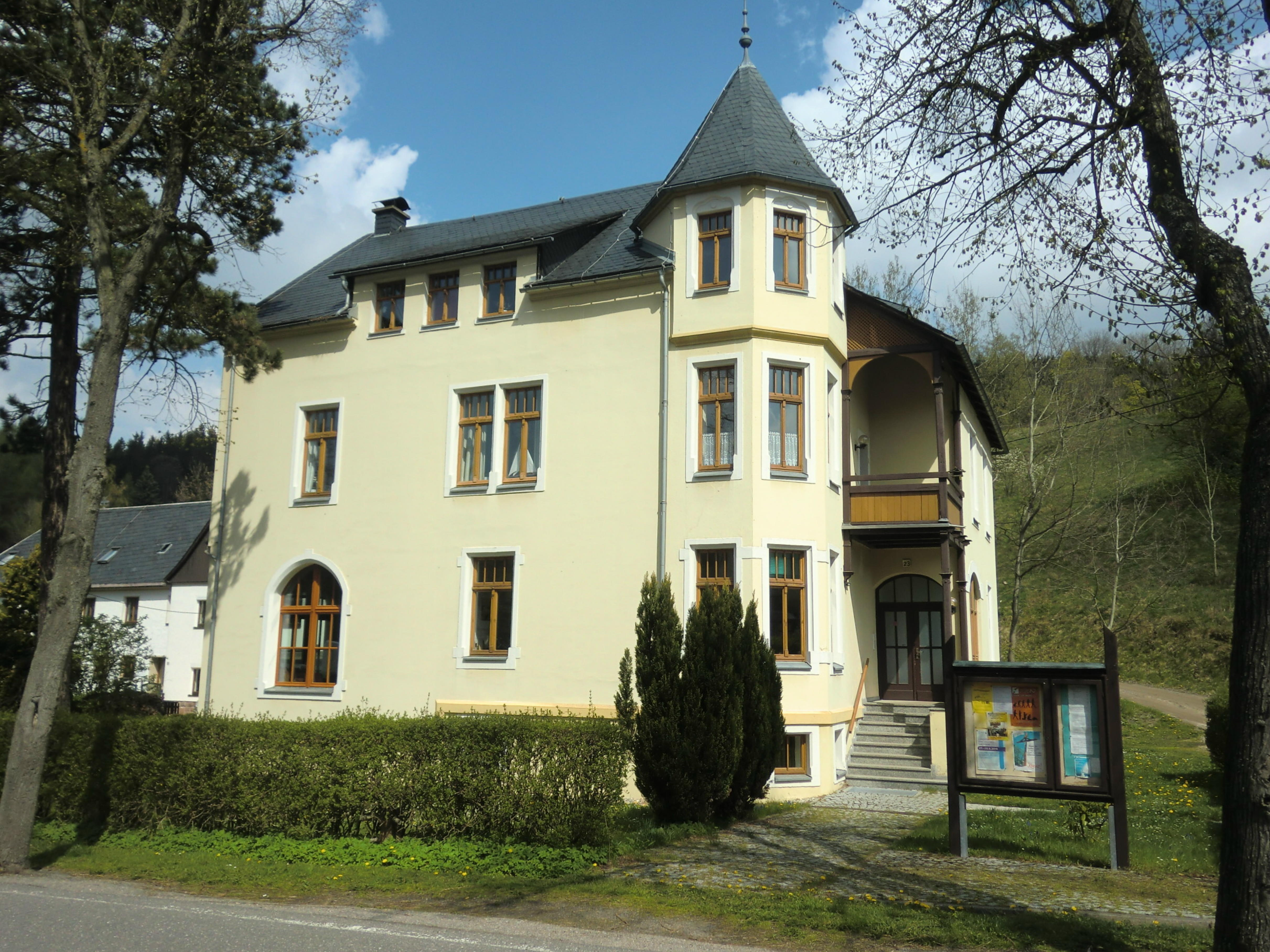
Pfarrhaus, 2014

Trotz der Schulden für den Kirchenneubau entschied man sich für den Bau eines eigenständigen Pfarrhauses. Bis dahin wohnte die Pfarrersfamilie im Schulgebäude zur Miete. Im Jahr 1902 wurde die Talstraße neu trassiert, wodurch neues Bauland entstand. Für 1000 Mark erwarb die Kirchgemeinde ein Grundstück und begann im Frühjahr 1903 mit dem Bau. Es entstand ein zweistöckiges villenartiges Gebäude mit ausgebautem Dachgeschoss. Der Eingang lag seitlich im Hochparterre und war von der Bauflucht nach hinten versetzt. Darüber wurde ein Balkon platziert. An dieser Gebäudeecke befindet sich ein Turm mit vierseitiger Ansicht. Das Gebäude ist in Ziegelmauerwerk mit Sandsteingewänden an Fenstern und Türen mit Putzfassade hergestellt. Die Konstruktion des Dachstuhls besteht aus Holz, die Deckung besteht wie bei der Kirche aus Schiefer auf Holzschalung.
Im Haus befanden sich das Pfarramt, die Gemeinderäume und die Pfarrerwohnung sowie im Dachgeschoss die Diakonie. Im Oktober 1903 zog Pfarrer Haucke mit seiner Familie in das Haus ein. Die geplanten Baukosten von 21.000 Mark wurden um 2500 Mark überschritten.